# Budgetöverdrag
Budgetöverdrag definieras som att kostnaden för något visar sig bli högre än vad man har planerat i en budget.
Budgetöverdrag är särskilt vanligt inom byggbranschen och inom tekniska utvecklingsprojekt. Inom IT var genomsnittligt överdrag 43 %, och totalsumman 55 miljarder USD per år bara på IT och i USA. 
Historiskt sett har budgetöverdrag inom bygg- och infrastrukturprojekt "alltid" funnits. Spektakulära överdrag har varit Sydneys operahus med 15 gånger, Concorde-planet med 12 gånger, och Hallandsåstunneln i Sverige med 8 gånger beräknad kostnad. Stora överdrag i kostnad har varit Kanaltunneln med 6 miljarder GBP och Big Dig i Boston med 11 miljarder USD.
Budgetöverdrag brukar ges två olika förklaringar: tekniska och psykologisk-politiska.
- Tekniska förklaringar är problem man inte förutsåg
  - på grund av exempelvis dålig erfarenhet, nya tekniker eller dålig kunskap om vilka problem det kunde finnas när man lade budgeten, eller helt enkelt otur/olyckor.
- Psykologiska-politiska förklaringar kan vara försiktigt beräknad budget, eller politisk styrning
  - På grund av optimism (när budgeten skapas) om hur stort ett projekt egentligen är.
  - På grund av att man medvetet räknar försiktigt för att inte få projektet struket om den verkliga kostnaden blir känd innan beslut.
  - Under projektets gång är det vanligt att önskemål/krav läggs till eftersom man märker eller tycker att det behövs, eller för att det kommer nya regler.

Man försöker inte minst på senare år undvika budgetöverdrag inom offentliga byggen genom att räkna noggrannare, med så mycket detaljer som möjligt.[källa behövs] På så sätt har en del byggen vuxit i budget innan beslutet tagits. Till exempel hade Citybanan i Stockholm en budget på 16 miljarder kr när beslut togs, mot 6 miljarder kr i ursprunglig budget.[källa behövs]